# Hoya de Alcoy
La Hoya de Alcoy (en valenciano y oficialmente, l'Alcoià) es una comarca del interior de la Comunidad Valenciana (España) situada en el norte de la provincia de Alicante. Caracterizada por su relieve montañoso y su importancia histórica, industrial y natural dentro del interior alicantino, su capital es la ciudad de Alcoy y se divide en dos subcomarcas claramente diferenciadas: la Hoya de Castalla, al sur, y el Valle de Alcoy, al norte.

## Municipios
| Municipio  | Nombre oficial      | Población (2024) | Superficie | Densidad |
| ---------- | ------------------- | ---------------- | ---------- | -------- |
| Alcoy      | Alcoy               | 60 372           | 129,86     | 464,90   |
| Ibi        | Ibi                 | 24 210           | 62,52      | 387,23   |
| Castalla   | Castalla            | 11 622           | 114,60     | 101,41   |
| Onil       | Onil                | 7959             | 48,41      | 164,40   |
| Bañeres    | Banyeres de Mariola | 7307             | 50,28      | 145,32   |
| Tibi       | Tibi                | 1803             | 70,38      | 25,61    |
| Penáguila  | Penàguila           | 293              | 49,92      | 5,86     |
| Benifallim | Benifallim          | 116              | 13,70      | 8,46     |
| Total      |                     | 113 682          | 539,67     | 210,65   |

## Geografía
La Hoya de Alcoy es una comarca que se divide en dos subcomarcas claramente diferenciadas, separadas por la sierra del Menejador. Al noreste encontramos la subcomarca del Valle de Alcoy, que comprende el valle húmedo donde se encuentra la capital, Alcoy, y donde discurre el curso alto del río Serpis. Al suroeste, la subcomarca de la Hoya de Castalla, una planicie rodeada de montañas, de carácter más seco. Por su parte, Bañeres es un municipio que queda al margen de las dos subcomarcas, ya que físicamente pertenece a la comarca del Alto Vinalopó.
La zona norte es más lluviosa y comprende la cuenca alta del río Serpis, que va a parar a la provincia de Valencia, mientras que la zona sur es más seca y comprende la cuenca del río Monnegre, que fertiliza la huerta de Alicante, en la comarca del Campo de Alicante.
En líneas generales se trata de una comarca muy montañosa, en el interior de la cual se encuentran varias sierras y Parques Naturales, como es el caso de la Sierra de Mariola, la Fuente Roja, así como parte de la sierra de Aitana.

## Actividad y economía
La Hoya de Alcoy ha sido siempre una comarca dominada por la industria y los cultivos de interior. En Alcoy y Bañeres, tienen una larga tradición las industrias del textil y el papel. Por su parte, los municipios del centro, Castalla, Ibi y Onil, se han dedicado a la industria del juguete, encontrándose en estas poblaciones varias de las más importantes empresas jugueteras españolas.

## Lengua
La comarca siempre ha sido tradicionalmente valencianoparlante, por lo que el predominio lingüístico oficial de la misma es el valenciano.

## Delimitaciones históricas
La comarca de la Hoya de Alcoy es de creación moderna (en el año 1989), y comprende las históricas comarcas ya mencionadas de la Hoya de Castalla y parte de la antigua Valle de Alcoy. Ambas subcomarcas también aparecen en el mapa de comarcas de Emili Beüt "Comarques naturals del Regne de València" publicado en el año 1934.